# Ryu (Rapper)
Ryu (* 10. Juni 1975 in New York; bürgerlich Ryan Patrick Maginn) ist ein US-amerikanischer MC und Mitglied der Underground Hip-Hop-Band Styles of Beyond. Er ist außerdem Mitglied bei den Demigodz und Fort Minor. 

## Biografie
Ryu besuchte das Pierce College in Woodland Hills, Kalifornien. Dort traf er auch seine Styles-of-Beyond-Bandkollegen Tak und DJ Cheapshot. 1997 gründeten sie Styles of Beyond und veröffentlichten ihr Debütalbum 2000 Fold.
2002 stellten Ryu und Cheapshot auf dem Linkin-Park-Remixalbum Reanimation ihr Talent unter Beweis. Zwischen ihrem ersten Release 2000 Fold (1997) und ihrem zweiten Album Megadef (2003) machte die Gruppe vorübergehend eine Pause. Ryu arbeitete in dieser Zeit solo weiter.

## Diskografie

### Soloalben
- 2002: Terraform (unveröffentlicht)

### Mit Styles of Beyond
- 1998: 2000 Fold
- 2003: Megadef
- 2012: Reseda Beach

### Mit Fort Minor
- 2005: Petrified/Remember the Name (Single)
- 2005: Believe Me (Single)
- 2005: The Rising Tied
- 2006: Where'd You Go (Single mit Skylar Grey)

### Mit Demigodz
- 2007: The Godz Must Be Crazier
- 2013: KILLmatic

### Mit Get Busy Committee
- 2009: Uzi Does It